# Afonso Botelho
Afonso Talaya Lapa de Sousa Botelho (* 9. August 1887 in Lissabon; † 3. Dezember 1968) war ein portugiesischer General.
Botelho besuchte die Escola Politécnica und die Escola do Exercito in Lissabon. Während des Ersten Weltkriegs diente er von 1917 bis 1919 in Frankreich.
Vom 22. Mai 1945 bis 9. August 1957 war er Generalkommandeur der Republikanischen Nationalgarde (GNR).